# لاسلو توث
لاسلو توث (بالمجرية: Tóth László)‏ هو لاعب كرة قدم مجري في مركز الوسط، ولد في 9 يوليو 1995 في Jászberény ‏ في المجر. شارك مع منتخب المجر تحت 17 سنة لكرة القدم ومنتخب المجر تحت 19 سنة لكرة القدم. أما مع النوادي، فقد لعب مع نادي مول فيهيرفار.

## وصلات خارجية
- لاسلو توث على موقع اتحاد المجر (الهنغارية)
- لاسلو توث على موقع قاعدة بيانات كرة القدم.إي يو (الإنجليزية)
- لاسلو توث على موقع Soccerway.com (الإنجليزية)